# Gasteria pillansii var. ernesti-ruschii

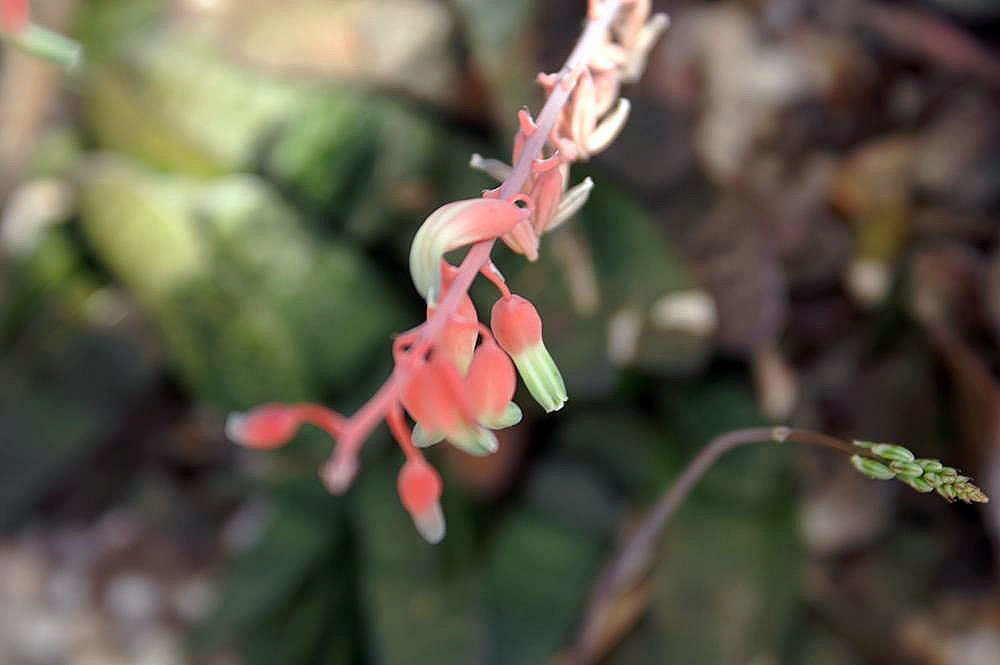
Detall de la inflorescència d'aquesta varietat

Gasteria pillansii var. ernesti-ruschii és una varietat de Gasteria pillansii i està dins del gènere Gasteria de la subfamília de les asfodelòidies (Asphodeloideae).

## Descripció

### Característiques vegetatives
Gasteria pillansii var. ernesti-ruschii és una forma nana diferenciada de l'espècie estàndard per fulles menors de 70 mm (fins a 20 cm de llarg en H. pillansii). Les fulles dístiques són llises, acolorides, amb taques i compactes. Ambdues varietats són cespitoses, sent la varietat més petita la més inclinada a agrupar-se. Proliferen a partir d'estolons subterranis i forma grups, amb fins a 150 plantes per grup. Les arrels són suculentes, cilíndriques, poc ramificades i curtes, que varien en gruix i nombre d'estació a una altra, sobretot a mesura que canvien la temperatura i els nivells d'humitat. Les arrels són poc profundes i això ajuda a les plantes a obtenir humitat de sòls amb prou feines humits i s'alimenten de les fulles en descomposició i de les restes dels arbustos més grans. Les rosetes són acaulescents amb 8 a 12 fulles decumbents a erectes, de 5 a 20 cm d'alçada i 6-40 cm d'ample. Les fulles són dístiques, carnoses, de 2 a 7 cm de llarg, d'1,5 a 3 cm d'ample a la base, en forma de llengua, rígides, dures, coriàcies i punxegudes a l'àpex, ambdues superfícies lleugerament convexes, de color verd maragda amb taques verdes blanquinoses que sovint formen files transversals. Els marges són cartilaginosos i minuciosament dentats.

### Inflorescències i flors
Les seves inflorescències formen raïms de 60 a 120 cm de llarg, estesos, arquejades, generalment sense ramificar o ocasionalment amb un parell de branques laterals.
Per cada raïm floral, conta entre 12 a 40 flors que pengen elegantment i totes apunten en la mateixa direcció. Té menys forma d'estómac que molts altres membres del gènere, de fins a 35 mm de llarg i entre 6 a 8 mm de diàmetre amb un esvelt periant de color rosa apagat, prim i corbat, que es torna gairebé blanc prop de l'àpex amb línies verd fosc que recorren els tèpals exteriors cap a l'exterior de puntes corbes, que s'enfosqueix a mesura que avancen. Les flors són riques en nèctar.
És l'única varietat d'aquest gènere on la seva època de floració és a l'estiu a partir del creixement plujós hivernal (a l'hàbitat de novembre a abril).

### Fruits i llavors
Els fruits són càpsules de 15 a 23 de llarg i 7 mm de diàmetre; obertes als marges. Contenen llavors de 4 a 5 mm d'ample i 2,5 mm de gruix.

## Distribució i hàbitat
Gasteria pillansii var. ernesti-ruschii es distribueix a la província sud-africana del Cap Septentrional, prop de la costa de Port Nolloth fins al sud de Namíbia.
En el seu hàbitat creix en un paisatge d'aspecte àrid en una regió seca de pluges hivernals sobre afloraments rocosos de gres, granit i esquist i vetes de quars en matolls suculents, sovint sota d'arbustos o matolls a l'ombra de les roques, rarament a l'exposició o orientada al nord. aspectes. En precipitacions de 25 a 200 mm anuals. Els estius són molt calorosos amb temperatures que sovint arriben als 40 °C i a l'hivern es poden produir gelades lleugeres.

## Taxonomia
Gasteria pillansii var. ernesti-ruschii va ser descrita per Kensit i va ser publicat a Trans. Roy. Soc. South Africa 1: 163, a l'any 1910.
Etimologia
Gasteria : epítet derivat de la paraula del llatina "gaster" que significa "estómac", per la forma de les seves flors en forma d'estómac.
pillansii: epítet en honor del botànic i curador ajudant de l'herbari Bolus que va col·leccionar plantes prop de Clanwilliam, el Sr. Neville Stuart Pillans (1884-1964).
var. ernesti-ruschii: en honor del pagès alemany de Namíbia Ernst Julius Rusch (1867-1957).
Sinonímia
- Gasteria ernesti-ruschii Dinter & Poelln., Kakteen And. Sukk. 1938: 35 (1938). (Basiònim/sinònim substituït).[6]